# Биологическая опасность

Международный символ биологической опасности

Биологическая опасность (угроза, риск) — отрицательное воздействие биологических патогенов любого уровня и происхождения (от прионов и микроорганизмов до многоклеточных паразитов), создающих опасность в медико-социальной, технологической, сельскохозяйственной и коммунальной сферах.
В Российской Федерации в соответствии с ГОСТ 12.0.003-2015 к биологическим опасным и вредным производственным факторам относят следующие биологические объекты: патогенные микроорганизмы (бактерии, вирусы, риккетсии, спирохеты, грибы, простейшие) и продукты их жизнедеятельности.
В Юникоде символ биологической опасности имеет код U+2623 (☣).